# Claudio Gambini
Claudio Gambini (San Giovanni in Persiceto, 7 agosto 1952) è un ex calciatore italiano, di ruolo centrocampista.
In carriera ha giocato complessivamente 322 partite con la maglia del Matera, squadra di cui detiene il record di presenze.

## Carriera
Arriva al Matera nel 1971 dal settore giovanile del Bari, e nella sua prima stagione con il club lucano realizza un gol in 7 presenze nel campionato di Serie C. A partire dalla stagione successiva inizia a giocare stabilmente da titolare, e rimane al Matera anche dopo la retrocessione nei dilettanti della stagione 1974-1975, contribuendo alla vittoria della Serie D 1975-1976 con il conseguente ritorno nei campionati professionistici. Nella stagione 1977-1978 il Matera si classifica al 9º posto nel girone C di Serie C, venendo così ammesso al nascente campionato di Serie C1, nel quale Gambini segna un gol in 32 presenze contribuendo così alla vittoria del campionato ed alla prima ed unica promozione in Serie B nella storia del Matera. L'anno seguente disputa 28 partite senza mai segnare, e la squadra chiude il campionato al 20º posto in classifica retrocedendo in Serie C1. Nella stagione 1980-1981 arriva la seconda retrocessione consecutiva per il Matera, che scende così in Serie C2, campionato in cui Gambini giocherà 30 partite, le ultime della sua carriera con il Matera.
Nel 1982 passa al Cattolica e successivamente al Monselice, con cui disputa 19 gare nel campionato di Serie C2 1982-1983.

## Palmarès

### Club

#### Competizioni nazionali
- Campionato italiano Serie D: 1

Matera: 1975-1976 (girone H)
- Campionato italiano Serie C1: 1

Matera: 1978-1979 (girone B)